# Виноградный Сад (археологический памятник)
Виноградный Сад  (укр. Виноградний Сад) — археологический памятник, поселение XV—XIII веков до н. э.

## Описание
Памятник расположен возле села Виноградный Сад Доманёвского района Николаевской области, в пойме правого берега р. Южный Буг. Принадлежит к поселениям сабатиновской культуры позднего периода бронзового века. Открыто более 10 тыс. м² с остатками окаменелых оснований стен жилищ и хозяйственных зданий с большим количеством каменных, костяных и бронзовых орудий труда, глиняной посуды, остатками животных и рыб. Найдены также зернотёрки, обгоревшие зёрна злаков и печи для просушки зерна, что может свидетельствовать о торговле. В южной части поселения была кузница, а в каждом доме сохранились рабочие места мастеров с соответствующими орудиями труда для изготовления кожаных изделий, костяных орудий, оружия, тары, средств транспорта, часть которых шла на обмен. Всё это указывает на значительную роль ремёсел в земледельческо-скотоводческом (по вспомогательной роли рыболовства) хозяйстве жителей поселения. Планиграфия поселения, его компактная застройка, находки ремесла и торговли позволяют видеть в нём древние черты протогорода.